# Niccolò Nasoni
Niccolò Nasoni, portoghesizzato in Nicolau Nasoni (San Giovanni Valdarno, 2 giugno 1691 – Porto, 30 agosto 1773), è stato un pittore e architetto italiano, progettista di apparati effimeri, attivo principalmente in Portogallo.

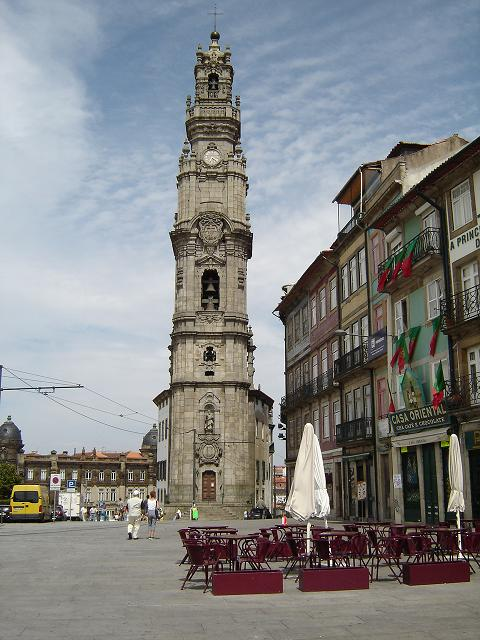
Torre dei Chierici a Porto.

Durante il XVIII secolo divenne una delle più influenti figure dell'architettura barocca portoghese, per aver introdotto uno stile originale e vigoroso di architettura barocca e rococò.

## Biografia e opere
Ricevette la sua educazione a Siena da Giuseppe Nicola Nasini (1657-1736) dal 1713 al 1720. Durante questo periodo costruì un catafalco per Ferdinando de' Medici (1663-1713) nella cattedrale di Siena e un arco trionfale per omaggiare il nuovo arcivescovo. Mentre lavorava col suo maestro per l'Opera del Duomo di Siena studiò architettura e pittura.
Fu in seguito impiegato come pittore a Roma e, tra il 1723 e il 1725, a Malta. Il nuovo Gran Maestro dell'Ordine di Malta era un nobile portoghese, Dom António de Vilhena. Nasoni lavorò per la parata in suo onore. Il conte Francesco Piccolomini informò il Gran Maestro del notevole lavoro di Nasoni a cui fu pertanto commissionata la decorazione dei corridoi e dei soffitti del Palazzo Magistrale della Valletta. Il suo lavoro fu molto apprezzato ed egli divenne presto un pittore decoratore.
Nel 1723 Nasoni si trasferì a Porto su invito del Decano di quella città, don Jerónimo de Távora e Noronha e qui rimase fino alla sua morte, nel 1773.
I suoi primi lavori a Porto furono gli affreschi nei muri della cattedrale nel 1725, ora danneggiati. Qui introdusse effetti illusori, come la quadratura, tipici di quel periodo, ma inediti in Portogallo.
Il 31 luglio del 1729 sposò Isabella Castriotto Ricciardi (in Portogallo conosciuta come Isabel Castriotto Rixaral), napoletana con ascendenze nobili. Morì l'anno successivo a causa delle complicazioni del parto. Il padrino di battesimo del figlio Giuseppe fu il nobile portoghese che gli commissionò nel 1731 la chiesa e la torre di granito dei Chierici.
Gli venne commissionato il rinnovamento della Cattedrale, che era a quel tempo ancora in stile romanico. Aggiunse il portico in granito (1736) nella facciata nord e la loggia decorata con azulejo. La decorazione in argento attorno all'organo, con angeli, ghirlande, foglie di acanto e colonne in stile manuelino è alquanto elaborata. Disegno inoltre le due cornici dell'organo e le cornici delle porte nell'abside della cattedrale e nel chiostro (1733-1736) con ornamenti che ricordano lo stile del fiorentino Bernardo Buontalenti.
Si dedicò in seguito alla costruzione del vasto Palazzo Episcopale di Porto, a fianco della cattedrale. La facciata è lunga 58 metri. La progettò nel 1734, ma la costruzione cominciò solo nel 1741. Solo parte del palazzo fu completata mentre era in vita.
Un nobiluomo portoghese, padrino di suo figlio José, gli commissionò nel 1731 la progettazione della chiesa e la torre di granito di San Pietro dei Chierici a Porto. Gli studiosi affermano che questo è il suo lavoro più significativo (1732-1763) e assieme alle sue altre realizzazioni ha reso Porto la più barocca delle città portoghesi. Il pianterreno ha una pianta ovale, insolita per una chiesa. Ha resistito al terremoto del 1755.
Nel 1743 entrò nella confraternita dei chierici poveri. Fu sepolto, a sua richiesta, in una tomba senza nome della cripta della chiesa dei Chierici.
Egli ebbe, come architetto e pittore, un'enorme influenza nel nord del Portogallo sebbene non abbia fondato una scuola o insegnato ad altri apprendisti. Uno dei suoi successori fu il pittore e architetto José de Figueiredo Seixas, che aveva lavorato sotto la direzione di Nasoni.

## Opere in Portogallo
Lista di opere progettate ed attribuite:
- 1723-1733 - Palácio de São João Novo, Porto, oggi ospita il Museo Storico ed Etnografico, (commissionato da Pedro da Costa Lima; alcuni studiosi lo attribuiscono a Nasoni altri a suoi successori)
- 1731-1773 - Chiesa, cortile e infermeria e Torre dei Chierici, Porto
- 1734 - Palazzo Episcopale, Porto
- 1737 - Opere di architettura nella Quinta de Santa Cruz do Bispo, Matosinhos
- 1738 - Fontana e scalinata del Santuário de Nossa Senhora dos Remédios, Lamego
- 1742-1754 (ca.) - Palazzo do Freixo e giardino circostante, Porto
- 1743-1747 - Facciata della Igreja do Senhor Bom Jesus, Matosinhos
- 1743-1758 (ca.) - Casa e giardini della Quinta da Prelada, Porto
- 1745 - Fonte das Lágrimas, Porto
- 1745 - Restauro dell'Igreja Paroquial de Santa Marinha, Vila Nova de Gaia
- 1746-1749 - Casa do Despacho da Ordem Terceira de São Francisco, Porto
- 1748-1754 - Chiesa parrocchiale de Santiago de Bougado, Trofa
- 1749 - Facciata della chiesa della Misericordia, Porto
- 1750-1751 - Due progetti per il tribunale e il giardino della Cordoaria, Porto (non realizzati)
- 1725-1739 - Opere di architettura nella cattedrale di Porto
- 1727-1737 (ca.) - Opere di architettura e scultura nella Quinta dos Cónegos, in particolare fontane, Maia
- 1733-1735 (ca.) - Casa e cappella nella Quinta de Fafiães, Leça do Balio, Matosinhos
- 1737 (ca.) - Fontana di São Miguel a fianco della cattedrale di Porto
- 1738-1743 - Cattedrale di Lamego, ricostruzione della cattedrale e decorazione delle false cupole della navata, utilizzando la quadratura.
- 1739 Affreschi rappresentanti l'Apocalisse, chiesa di Sant'Eulalia, Cumeeira, Trás-os-Montes (ad oggi distrutti).
- 1740 (ca.) - Casa-Museo Guerra Junqueiro, già casa del Dr. Domingos Barbosa, Porto (alcuni studiosi lo attribuiscono a Nasoni, ma rimangono dubbi)
- 1740-1750 (ca.) - Il corpo centrale del palazzo di Mateus (Solar de Mateus) (attribuito a Nasoni sulla base di considerazioni stilistiche (Vila Real)
- 1743-1746 (ca.) - Casa della Quinta do Chantre, muri del giardino con fontane lungo l'asse centrale, che conduce alla torre centrale della casa, Matosinhos
- 1743-1747 - Cappella della Quinta da Conceição, Leça da Palmeira, Matosinhos
- 1745 (ca.) - Facciata laterale della chiesa del Convento del Corpus Domini, Vila Nova de Gaia
- 1746 (ca.) - Casa de Ramalde, della famiglia Leite Pereira, Porto
- 1746-1758 (ca.) - Casa e giardini della Quinta de São Gens, Senhora da Hora, Matosinhos
- 1746-1763 - Progetti per l'orfanotrofio di Nostra Signora della Speranza, Porto
- 1749-1754 (ca.) - Cappella della Casa dos Maias, Porto
- 1750 (ca.) - Ricostruzione della Casa de Vandoma, Rua de D. Hugo, Porto
- 1750 (ca.) - Casa Barroso-Pereira, Porto
- 1754-1760 (ca.) - Facciata della chiesa del Carmine (completata da successori), Porto
- 1756-1759 - Chiesa del Terz'ordine di San Francesco, Porto
- 1757 - Cappella di Nostra Signora del Pino, Porto
- 1759 - Palazzo di Bonjóia, Porto
- 1760 (ca.) - Opere di architettura e decorazione dei giardini di Quinta do Alão, Matosinhos
- Capela Nova, Vila Real

## Stile
Una delle particolarità del suo stile era la talha dourada. Questa decorazione divenne tipica del barocco portoghese. Essa veniva applicata ad altari, statue, retro-altari e baldacchini donando un'impressione di opulenza fin dall'ingresso nella chiesa. Durante la controriforma questo ricco ornamento fu incoraggiato per impressionare i credenti riguardo alla ricchezza della fede cattolica. Niccolò Nasoni introdusse in Portogallo la forma concava del retro-altare e l'arco ondulato al suo culmine. Applicando questi elementi, seguì l'esempio di Andrea Pozzo (come viene spiegato in Perspectiva pictorum et architectorum). Esercitò una grande influenza sui suoi contemporanei con le sue sculture in legno. Un buon esempio a questo riguardo è il retro altare della chiesa di Sant'Ildefonso a Porto, dove utilizzò gli stessi elementi tematici dei suoi progetti architettonici (conchiglie asimmetriche, foglie di acanto, volute e gusci con l'aggiunta di angeli).
Nei suoi lavori in argento utilizzò gli stessi motivi: angeli alati, foglie di acanto e ghirlande (la pala in argento nella cattedrale di Porto). E di nuovo nelle balaustre di ferro e cancelli dell'arco del coro nella stessa cattedrale.